# مرکز هستینگز

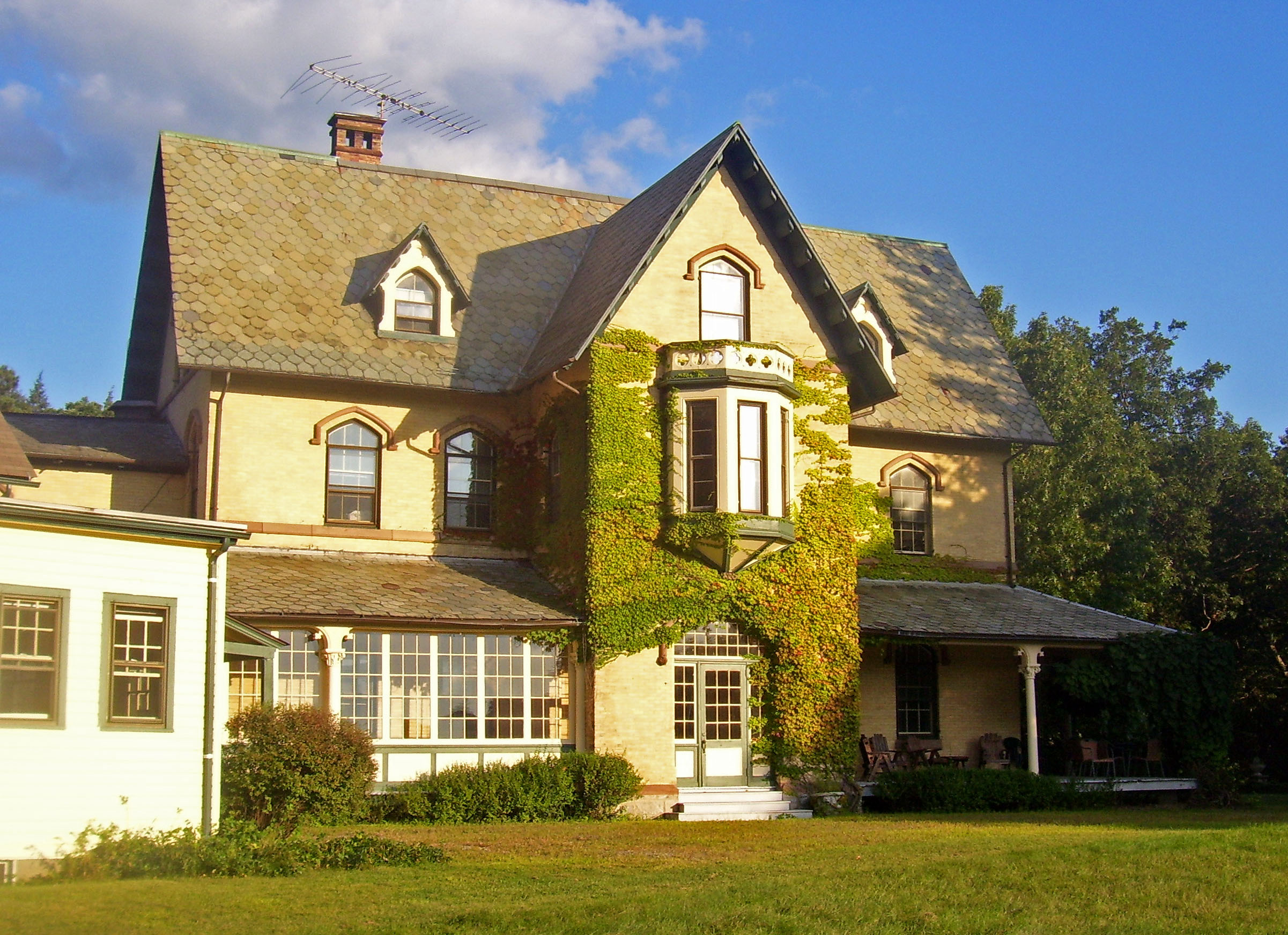
وودلاون، ساختمان مرکز هستینگز در گریسون نیویورک.

مرکز هیستینگز (Hastings Center) که در سال ۱۹۶۹ پایه‌گذاری شده‌است یک مؤسسه تحقیقاتی اصول اخلاق زیستی غیرانتفاعی، بیطرف و مستقل در ایالات متحده‌است. این مؤسسه به بررسی و آزمایش مسائل ضروری در حوزه‌های مراقبت و درمان بهداشتی و سلامت، فناوری زیستی و محیط‌زیست اختصاص یافته‌است. این مرکز دارای ۱۸۰ نفر نیروست، از جمله تعداد زیادی پزشک، وکیل، دکترا و متخصصان اخلاق زیستی. دفتر مرکزی این مؤسسه در منطقه گریسون نیویورک استریال در ملک وودلاون woodlawn سابق که توسط ریچارد آپجان Richard Upjohn طراحی شده‌است.

## انتشارات
این مرکز به عنوان ناشر گزارش مرکز هیستینگز و IRB: تحقیقات انسانی و اصول اخلاقی معروف و شناخته شده‌است، که از تسهیلات آن می‌توان ارائه بورس تحصیلی و ارائه یادداشت‌هایی در اخلاق زیستی برای خوانندگان در سرتاسر جهان اشاره نمود. هر دو این گزارشات ۶ مرتبه در طول سال چاپ می‌شوند. این گزارش همچنین به صورت دوره‌ای و در فواصل زمانی مرتب گزارشات خاصی را به عنوان مکمل از پروژه‌های تحقیقاتی مرکز به چاپ می‌رساند و ارائه می‌کند.
در ماه مارس ۲۰۰۶ فروم اخلاق زیستی را راه‌اندازی کرد، یک وب سایت آزاد که تفسیرهای متفکرانه ارائه می‌کند و طیفی از دیدگاه‌ها و نظرات را در مورد جستارهای کنونی و معاصر پیرامون مسائل مربوط به اصول اخلاق زیستی مطرح می‌کند. در ماه می۲۰۰۹ سیستم نظارت بر هزینه مراقبت بهداشتی به این فرایند اضافه شد. این وب سایت که توسط مؤسس مرکز هیستینگز دنیل کالاهان Daniel Callahan ویرایش شده‌است تفسیرها و دیدگاه‌های مربوط به کنترل هزینه را به عنوان بخشی از فرایند اصلاح مراقبت و درمان بهداشتی چاپ می‌کند.

## پژوهش
پروژه‌های مرکز که توسط تیم‌های پژوهشی میان‌رشته‌ای انجام شده‌اند طیفی از سیاست‌های سلول بنیادی تا فرایند جهانی شدن و تأثیرات آن بر وضعیت سلامت وبهداشت و دانش در عصر منابع دارویی و محصولات دارویی بزرگ را شامل می‌شود. حوزه‌های تحقیقاتی اصلی شامل ژنتیک و فناوری زیستی، مراقبت و درمان بهداشتی و سیاست بهداشت سلامت، اصول اخلاقی، علم، محیط زیست و اصول اخلاق علوم بین‌المللی می‌شوند. این مرکز تلاش می‌کند مسائلی را قالب‌بندی و پیگیری کند که موجب آگاهی و اطلاع‌رسانی در خصوص اقدامات حرفه‌ای، گفتگو و مذاکرات عمومی و سیاست اجتماعی می‌گردد.
این مرکز جلساتی را به صورت سمینار برگزار می‌کند تا پیشرفت‌های صورت گرفته در علم و سیاست را مرور و بررسی کند و مقوله‌های اجتماعی را قالب بندی و بازتاب قطعی عمیقی را در خصوص اصول و قواعد و ارزش‌های اساسی و بنیادین ارائه نماید. محققان مرکز در مورد انواعی از موضوعات صحبت کرده و مطلب می‌نویسند و به اعضای مجموعه و دیگران کمک می‌کنند.
هزینه‌ها و مخارج مرکز از طریق کمک‌های اهدایی و پرداخت‌های شخصی و اشتراک‌ها تأمین می‌شود. کتابخانه مورسیون به عنوان منبعی برای دانشجویان، محققان، بازدیدکنندگان مرکز و دیگر افراد خدمت رسانی می‌کند.

## پذیرش و نفوذ
ژورنال انجمن پزشکی مطلب چاپ شده در سال ۱۹۸۷ مرکز هیستینگز با عنوان راهکارهایی در مورد پایان دادن مراحل درمان و مراقبت و درمان بیمار در حال مرگ را به عنوان استانداردی در حوزه اصول اخلاق زیستی مورد ستایش قرار داده‌است. تصمیمات متعدد دیوان از جمله حکم دادگاه عالی ۱۹۹۰ در کروزان در مقابل مدیر دپارتمان بهداشت میسوری، به دستورالعملهایی اشاره کرده‌است. کارکنان مرکز هیستینگز اغلب خواستار مشاوره‌های سیاسی توسط کمیته‌ها و آژانس‌ها در هر ۲ سطح دولتی و فدرال هستند.

## جوایز و پاداش‌ها
پاداش‌های هنری نولز بیچر: از سال ۱۹۷۶، بخش پاداش و جایزه مرکز هنری نولز بیچر، افرادی را که سهم و مشارکتی طولانی مدت در اصول اخلاقی و علوم مربوط به زندگی داشته‌اند و کسانی که شغل و حرفه خود را به کسب برتری در فعالیت‌های بورسیه‌ای، تحقیقاتی و بررسی اصول اخلاقی اختصاص داده‌اند شناسایی کرده‌است. گیرنده‌ها شامل henry beecher , Edmund d. Pellegrino, joanne lynn, Fletcher,paul ramsey , Willard gayline , daneilcallaham , jaykatz, sissela bok, hans jonas, joseph.

## پاداش‌های پزشکان کانیف – دیکسون مرکز هیستینگز
در سال ۲۰۰۹ مرکز مؤسسه کانیف – دیکسون فرایند پاداش دهی پزشکان مرکز هیستینگز را شروع کردند. چهار جایزه در کل به ارزش ۹۵ هزار دلار به پزشکانی اعطا شد که مراقبت از بیماران خود را به صورت الگویی نشان داده بودند، مدلی از طبابت خوب و درست برای دیگر پزشکان وگام مثبت بزرگی در پیشبرد محوریت مراقبت پایان عمر به عنوان بخشی اساسی از رابطه پزشک و بیمار. گیرندگان جوایز ۲۰۱۰ عبارت بودند از Robert mich برای پاداش پزشکان مشخص و تعیین شدهjeffrey stoneberg , Elizabeth pottsdellon, eytan szmuilowicz جوایز جهت پزشکان تازه‌کار یا افرادی که در اوایل زندگی حرفه‌ای خود به سر می‌بردند.